# لقاح فايزر–بيونتك
لقاح فايزر–بيونتك (بالإنجليزية: Pfizer–BioNTech COVID-19 vaccine)‏ ويُعرف باسمه الدولي توزيناميران (بالإنجليزية: Tozinameran)‏ ويُطلق عليه رمزيًا بي إن تي 162 بي2 (بالإنجليزية: BNT162b2)‏ ويُعرف إعلاميًا باسم لقاح فايزر؛ هو لقاح ضد مرض فيروس كورونا، من تطوير وإنتاج شركتي بيونتك الألمانية وفايزر الأمريكية، وهو مخصص للإعطاء عن طريق الحقن العضلي. يعد اللقاح أحد لقاحات الرنا، وهو نوع جديد من اللقاحات. في 11 ديسمبر 2020 حصل اللقاح على موافقة من إدارة الغذاء والدواء الأمريكية، على الرغم من اختبار العديد منها لأمراض أخرى.
يتكوّن اللقاح من مادة وراثية تُعرف باسم الحمض النووي الريبوزي المرسال المُعدّل بالنيوكليوسيد، تحيطها جسيمات نانوية دهنية، وتحمل المادة الوراثية مخططًا للبروتين الشائك الذي يربط سطح فيروس سارس كوف 2. بعد حقن اللقاح في ذراع الشخص، تنقل الكبسولة الدهنية حمولتها إلى خلايا الجسم، ويوجه الحمض النووي الريبوزي المرسال تلك الخلايا لبناء مستقبلات بروتينية على غلاف فيروس كورونا، وهو ما يعلِّم الجهاز المناعي بشكل فعال كيفية التعرف إلى فيروس كورونا ومنع حدوث المرض.
مر اللقاح بمرحلتين من التجارب السريرية، واختير من متغيّر BNT162 في المرحلة الأولى ثم BNT162b1 في المرحلة الثانية، وهو يخضع لتقييم مؤقت في المرحلة الثالثة حتى أواخر عام 2020، على الرغم من أن تجاربه كان مخططًا لها أن تستمر حتى ديسمبر 2022.
في نوفمبر 2020، أعلنت الشركتان أن بيانات الدراسات أظهرت أن اللقاح سجّل فعالية تزيد عن 90% في الوقاية من مرض فيروس كورونا في غضون سبعة أيام من الجرعة الثانية لدى المصابين بكورونا ممن تلقوا العلاج. يتطلب التطعيم جرعتين يفصل بينهما ثلاثة أسابيع. ضمن النتائج الأولية، لم تظهر لدى الخاضعين للتجارب السريرية للقاح أي مخاوف جوهرية تتعلق بالسلامة، إضافة إلى أنه أظهر فعالية في مكافحة المرض لدى البالغين بمختلف أعمارهم. تشير النتائج الإيجابية الأولية إلى أن اللقاح سيحصل بحلول نهاية عام 2020 على ترخيص استخدام طارئ من إدارة الغذاء والدواء الأمريكية.
لم تنشر النتائج الأولية للقاح BNT162b2 في أي دورية طبية، ولم تُراجع من قبل أي علماء خارجيين، ولا يزال من غير المعروف قدرة اللقاح على منع العدوى الشديدة عند الأطفال أو النساء الحوامل أو الأشخاص الذين يعانون من ضعف المناعة، إضافة إلى أن مدة تأثيره المناعي غير معروفة أيضًا.
تعد شركة بيونتيك الألمانية المطور الالرئيس لتقنية اللقاح الأساسية، بينما توفر شركة فايزر الأمريكية الخدمات اللوجستية والتمويل والإشراف على التجارب السريرية للقاح BNT162b2، وهي الشريك التصنيعي للقاح في جميع أنحاء العالم، باستثناء الصين حيث جرى شراء الترخيص من قبل شركة فوسون للأدوية.
أشارت شركة فايزر في نوفمبر 2020، إلى أن 50 مليون جرعة قد تكون متاحة في الولايات المتحدة بحلول نهاية عام 2020، مع حوالي 1.3 مليار جرعة بحلول منتصف عام 2021. أبرمت شركة فايزر اتفاقيات شراء متقدمة بقيمة حوالي 3 مليارات دولار لتوفير لقاح مرخص في الولايات المتحدة، الاتحاد الأوروبي، المملكة المتحدة، اليابان، كندا والبيرو.
يواجه لقاح BNT162b2 تحديًا لوجستيًا عالميًا نظرًا لضرورة حفظ لقاحات الرنا المرسال في درجات حرارة منخفضة للغاية حتى ساعات قبل التطعيمين المطلوبين، وهو ما يُعرقل استخدامه في العديد من دول العالم غير المجهزة ببنية تحتية يُمكن من خلالها الحفاظ على مثل هذه اللقاحات.

## التجارب السريرية
أشارت النتائج الأولية لتجارب المرحلة الأولى والثانية، التي نشرت في أكتوبر من عام 2020، إلى إمكانية فعالية اللقاح وسلامته. بدأت وكالة الأدوية الأوروبية خلال نفس الشهر مراجعة دورية للقاح «BNT162b2».
دراسة لقاح «BNT162b2» هي تجربة مستمرة في المرحلة الثالثة بدءًا من نوفمبر من عام 2020، وهي دراسة معشاة، ومنضبطة، تدرس أيضًا تأثير البلاسيبو، ومحددة الجرعة، تقوم على اختيار لقاح من مجموعة أنواع مرشحة، وتدرس فعالية اللقاح على الأفراد الأصحاء. حددت المراحل المبكرة من الدراسة فعالية اللقاح والجرعة المطلوبة لنوعين من اللقاحات المرشحة، مع توسيع التجربة في منتصف عام 2020 لتقييم سلامة وفعالية لقاح لدى عدد أكبر من الأفراد، لتصل الدراسة إلى عشرات الآلاف من الأشخاص المتلقين للقاحات التجريبية من بلدان متعددة بالتعاون بين شركتي فايزر وفوسون.
تقيم تجارب المرحلة الثالثة سلامة وفعالية وتحمل واستمناع اللقاح عند مستوى جرعة متوسطة (حقنتين يفصل بينهما 21 يومًا) في ثلاث مجموعات عمرية: 12-15 سنة، 16-55 سنة، وأكثر من 55 سنة. وجب تأكيد فعالية اللقاح بنسبة 95% من قبل وكالة الأدوية الأوروبية للحصول على الموافقة ضمن الاتحاد الأوروبي. وضحت وكالة الأدوية الأوروبية أن موعد الجرعة الثانية يجب أن يكون بعد ثلاثة أسابيع من الحصول على الجرعة الأولى.

## الاستخدامات الطبية
يستخدم لقاح فايزر–بيونتك لكوفيد-19 لتوفير الحماية ضد فيروس كورونا، الناجم عن الإصابة بفيروس سارس كوف 2، عن طريق إثارة استجابة مناعية للمستضد إس. يستخدم اللقاح لتقليل معدلات الإمراضية والوفيات الناجمة عن كوفيد-19. يتوفر اللقاح في فيال متعدد الجرعات على شكل «معلق أبيض أو أبيض مصفر، معقم، وخالي من المواد الحافظة، ومجمد ومعد للحقن العضلي». يجب تدفئته إلى درجة حرارة الغرفة وتخفيفه بمحلول ملحي قبل الإعطاء.
يؤخذ اللقاح على جرعتين. توصي منظمة الصحة العالمية بفاصل زمني من ثلاثة إلى أربعة أسابيع بين الجرعتين. يؤدي تأخير الجرعة الثانية لمدة تصل إلى اثني عشر أسبوعًا إلى زيادة الاستمناع ضد جميع المتحورات المثيرة للقلق، حتى لدى كبار السن. يعتقد مؤلفو دراسة بيتش (PITCH) أن الفترة المثلى بين الجرعتين ضد المتحور دلتا هي نحو ثمانية أسابيع، وأن الأطول منها تجعل المستقبلات ضعيفة في الفترة بين الجرعتين. لتجنب الوفيات في الأماكن ذات الإمدادات المحدودة، توصي منظمة الصحة العالمية بتأخير الجرعة الثانية لمدة تصل إلى اثني عشر أسبوعًا لتحقيق تغطية عالية للجرعة الأولى في المجموعات ذات الأولوية العليا بأبكر وقت ممكن.
لم تحدد الدراسات التي رصدت الفعالية لمدة 6 أشهر بعد التمنيع وجود حاجة لجرعة معززة ثالثة للوقاية من المرض الشديد لدى البالغين الأصحاء. مع ذلك، لوحظ انخفاض في فعالية اللقاح على مدى عدة أشهر ما يشير إلى وجود حاجة محتملة لجرعة ثالثة لاستعادة مستويات الأجسام المضادة المعدلة. يمكن إضافة جرعة ثالثة بعد 28 يومًا للأشخاص الذين يعانون من نقص المناعة في بعض البلدان. وجدت دراسة أجريت في إسرائيل على أفراد يبلغون من العمر 60 عامًا أو أكثر أن إعطاء جرعة ثالثة قلل من العدوى والمرض الشديد، وأعاد التأثير الوقائي إلى مستوى قريب من الفعالية الأولية بعد الجرعة الثانية.

## الآثار الضائرة
في تجارب المرحلة الثالثة الكبرى للقاح، لم يُبلغ عن أي نتائج خطيرة تتعلق بالسلامة، ولوحظ انخفاض في معدل حدوث الآثار الضائرة الخطيرة. تكون معظم الآثار الجانبية للقاح فايزر–بيونتك لكوفيد-19 خفيفة إلى متوسطة الشدة وتختفي في غضون أيام قليلة. تشبه هذه الأعراض آثار لقاحات البالغين الأخرى وهي علامات طبيعية على أن الجسم يبني مناعة تجاه الفيروس. خلال التجارب السريرية، كانت الآثار الجانبية الشائعة التي تؤثر على أكثر من 1 من كل 10 أشخاص هي (بالترتيب): ألم وتورم في موقع الحقن، وتعب، وصداع، وآلام العضلات، وقشعريرة، وآلام المفاصل، وحمى. تكون الحمى أكثر شيوعًا بعد الجرعة الثانية.
تعمل وكالة الأدوية الأوروبية على مراجعة البيانات المتعلقة بسلامة اللقاح بانتظام. استند تقرير السلامة المنشور في 8 سبتمبر عام 2021 من قبل وكالة الأدوية الأوروبية إلى أكثر من 392 مليون جرعة أُعطيت في الاتحاد الأوروبي. وفقًا لوكالة الأدوية الأوروبية، «تستمر فوائد لقاح كوميرناتي للوقاية من كوفيد-19 في الرجحان على مخاطره، ولا توجد تغييرات موصى بها فيما يتعلق باستخدام هذا اللقاح». تشمل الآثار الجانبية النادرة (قد تؤثر على 1 من كل 1000 شخص) تدلى مؤقت للوجه من جانب واحد وردود فعل تحسسية مثل الشرى أو تورم الوجه.

### الحساسية
أُدرج فرط الحساسية الموثق للبولي إيثيلين جلايكول (حساسية نادرة جدًا) ضمن موانع استطباب لقاح فايزر–بيونتك لكوفيد-19. لوحظت حالات صدمة حساسية في نحو 11 حالة لكل مليون جرعة من اللقاح المعطى. وفقًا لتقرير صادر عن مراكز السيطرة على الأمراض والوقاية منها، حدثت نحو 71% من ردود الفعل التحسسية هذه في غضون 15 دقيقة من التطعيم وحدثت غالبًا لدى (81%) الأشخاص الذين لديهم تاريخ موثق من الحساسية أو ردود الفعل التحسسية. نصحت الوكالة التنظيمية للأدوية ومنتجات الرعاية الصحية في 9 ديسمبر عام 2020 أن الأشخاص الذين لديهم تاريخ من ردود الفعل التحسسية «الشديدة» يجب ألا يتلقوا لقاح فايزر–بيونتك لكوفيد-19. في 12 ديسمبر، حذت الهيئة التنظيمية الكندية حذوها، مشيرةً إلى أن: «كلا الحالتين في المملكة المتحدة كان لديهما تاريخ من ردود الفعل التحسسية الشديدة وكانا يحملان محاقن الأدرينالين الذاتية. وعولج كلاهما وتعافيا».

### التهاب العضلة القلبية
وفقًا لوزارة الصحة الإسرائيلية، هناك علاقة محتملة بين الجرعة الثانية والتهاب العضلة القلبية في مجموعة صغيرة من الرجال الذين تتراوح أعمارهم بين 16-30 عامًا. بين ديسمبر عام 2020 ومايو عام 2021، حدثت 55 إصابة بالتهاب العضلة القلبية لكل مليون شخص تلقى اللقاح، صُنفت 95% منها على أنها خفيفة. منذ أبريل عام 2021، أُبلغ عن زيادة حالات التهاب العضلة القلبية والتهاب التامور في الولايات المتحدة في نحو 13 لكل مليون شاب، معظمهم من الذكور وتجاوزوا سن الـ 16، بعد التطعيم باستخدام لقاح فايزر–بيونتك أو لقاح موديرنا. يتعافى معظم الأفراد المصابين بسرعة مع العلاج المناسب والراحة.

## التاريخ
قبل لقاحات كوفيد-19، احتاجت جميع لقاحات الأمراض المعدية إلى عدة سنوات لتطويرها، ولم يكن هناك لقاح للوقاية من عدوى الفيروس التاجي لدى البشر. اكتشف فيروس سارس كوف 2، الذي يسبب كوفيد-19 (فيروس كورونا)، في ديسمبر عام 2019، وبدأت شركة بيونتك في تطوير لقاح كوفيد-19 في 10 يناير عام 2020، عندما انتشر خبر تفشي التسلسلات الجينية لسارس كوف 2 من خلال المركز الصيني لمكافحة الأمراض والوقاية منها عبر المبادرة العالمية لتبادل جميع بيانات الإنفلونزا، مثيرًا استجابة دولية عاجلة للتحضير لتفشي المرض والإسراع بتطوير لقاحات وقائية.

### معلومات مضللة
تم تداول مقاطع فيديو على منصات التواصل الاجتماعي في مايو عام 2021 تظهر أشخاصًا مع مغانط تلتصق بأذرعهم بعد تلقي اللقاح، ويُزعم أنها تثبت نظرية المؤامرة القائلة بأن اللقاحات تحتوي على شرائح إلكترونية ميكروية، ولكن كُشف تزييف هذه المقاطع لاحقًا.

## المجتمع والثقافة

### الأسماء
- «BNT162b2» هو الاسم الرمزي للقاح خلال مرحلة التطوير والاختبار، توزيناميران هو الاسم الدولي غير المسجل الملكية المقترح، ويمثل اسم كوميرناتي اجتماع كل من المصطلحات التالية: كوفيد-19، وآر إن أي مرسال، ومجتمع، ومناعة.[25]
- يحمل اللقاح أيضًا الاسم الشائع (لقاح كوفيد-19 المعدل عن طريق تقنية الآر إن أي مرسال)، وقد يوزع ضمن عبوات تحمل اسم فايزر بيوأننك كوفيد-19.

## وصلات خارجية
- BioNTech website, with information about the company's COVID-19 vaccine development process
- A phase 1/2/3, placebo-controlled, randomized, observer-blind, dose-finding study to evaluate the safety, tolerability, immunogenicity, and efficacy of SARS-COV-2 RNA vaccine candidates against COVID`-19 in healthy individuals Original study protocol (by Pfizer)
- Pfizer and BioNTech Announce Vaccine Candidate Against COVID-19 Achieved Success in First Interim Analysis from Phase 3 Study（press release by Pfizer, 2020-11-09）